# Samuel Ferguson (Dichter)

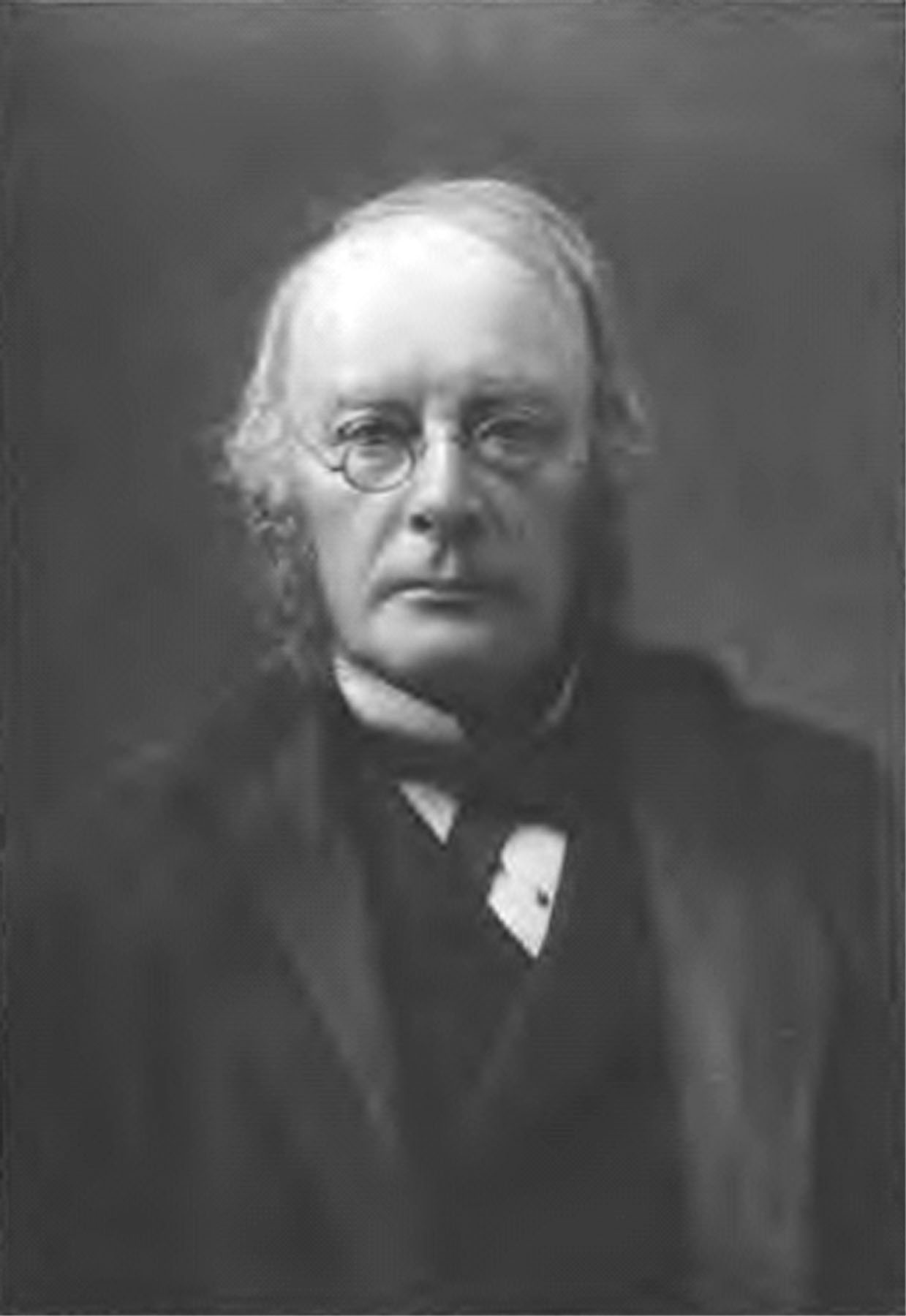
Sir Samuel Ferguson (Porträtfoto)

Sir Samuel Ferguson (geboren am 10. März 1810 in Belfast, County Antrim; gestorben am 9. August 1886 in Howth, County Fingal) war ein irisch-britischer Anwalt, Archivar, Dichter und Schriftsteller.

## Leben
Die Familie Ferguson war um das Jahr 1640 von Schottland in die irische Provinz Ulster ausgewandert. Der gleichnamige Großvater Samuel Ferguson lebte in Standing Stone im County Antrim. Ferguson war das jüngstes von sechs Kindern des Landbesitzers John Ferguson († 1845), Gutsherr von Collon House im County Antrim, und dessen Frau Agnes (geborene Knox; † 1861), einer Tochter des Uhrmachers John Knox, in dessen Haus er geboren wurde. Er besuchte die Academical Institution in Belfast und begann anschließend ab 1831 ein Jurastudium an der Lincoln’s Inn in London. Ab 1834 wollte er sein Studium am Trinity College Dublin fortsetzen, musste dieses jedoch aufgrund einer Erkrankung unterbrechen. Er setzte es ab 1836 an der King’s Inns in Dublin fort. 1838 wurde er als irischer Barrister zugelassen.
Fergusons veröffentlichte 1830/1831 einige Verse im Ulster Magazine und im Februar 1832 das Gedicht The Forging of the Anchor in Blackwoods Edinburgh Magazine, das einige Aufmerksamkeit bei William Blackwood (1776–1834) erregte. Er wirkte an den ersten Ausgaben des erstmals 1833 herausgegebenen Dublin University Magazine mit und veröffentlichte darin 1834 vier Rezensionen über das irische Minnesängertum (James Hardiman: Irish Minstrelsy or Bardic remains of Ireland with English poetical translations. Shannon 1831, 2 Bände). Darin kritisierte er Hardimans Übersetzungen und lieferte als Anhang zu seinem Artikel neunzehn eigene Versionen.
Die Tätigkeit als Anwalt schadete seiner Gesundheit und er begab sich von 1845 bis 1846 auf eine Erholungsreise auf den europäischen Kontinent. Hier verbrachte er einen Großteil seiner Zeit mit dem Besuch von Bibliotheken und Museen, um nach den Spuren der frühen irischen Gelehrten und Missionare zu suchen. Er erkundete architektonischen Überreste der wichtigsten Orte in Europa und füllte seine Notizbücher mit zahlreichen Skizzen und Federzeichnungen von Landschaften, Altertümern und Kathedralen. 1848 gründete er die Protestant Repeal Association, um die Young-Ireland-Bewegung zu unterstützen. Er zog sich jedoch später vollständig aus der aktiven Politik zurück.
1859 wurde Ferguson an die „Inner Bar“ berufen und erwarb sich als Kronanwalt (englisch Queen’s Counsel) eine gute Position, bis er sich 1867 von seiner Tätigkeit als Anwalt zurückzog und erster stellvertretender Leiter der irischen Archive (englisch Deputy Keeper of the Records) wurde. Anfang 1886 nahm seine Gesundheit mehr und mehr ab und am 8. April war er letztmalig im Archiv und starb einen Tag später. Ferguson wurde auf dem St. John’s Cemetery in Donegore im County Antrim beigesetzt.

## Auszeichnungen (Auswahl)
- 1865: Ehrendoktor der Rechte (LL. D.) vom Trinity College in Dublin
- 1874: Ehrenmitgliedschaft der Society of Antiquaries of Scotland
- 17. März 1878: Nobilitierung als Knight Bachelor[4]
- 1881: Präsident der Royal Irish Academy
- April 1884: Ehrendoktor (LL. D.) der Universität von Edinburgh

## Familie
Ferguson heiratete am 16. August 1848 Mary Catherine Guinness (13. September 1823 – 5. März 1905), die älteste Tochter des Bankiers Robert Rundell Guinness (1789–1857) und dessen Frau Mary Anne (geborene Seymour; † 1837). Sie lebten zunächst in der Upper Gloucester St. 9 und zogen zwei Jahre später in die North Great George’s St. 20 in Dublin um, wo sie bis zu ihrem Tod wohnten. Seine Frau war Schriftstellerin und verfasste Biografien beispielsweise 1893 über William Reeves (1815–1892), den Bischof von Down, Connor and Dromore oder The story of the Irish before the conquest (1868). Das Paar blieb kinderlos.
Geschwister
- William Owens Ferguson (1800 – 28. September 1828), sein ältester Bruder, kämpfte als Freiwilliger in den Südamerikanischen Unabhängigkeitskriegen. Er wurde in der Kathedrale in Santa Fe de Bogota beigesetzt.
- John Ferguson († 1868), ⚭ (1) Matilda O’Donnell († 1853), (2) Carmen Perrin
- Hester Ferguson ⚭ Archibald MacElkeran
- Mary Eliza Ferguson ⚭ John Cowan
- Ellen Ferguson († 1841) ⚭ William Haughton

## Werke (Auswahl)
- Father Tom and the pope. Henry Altemus, Philadelphia 1860 (englisch, archive.org – Eine Burleske, die sich gegen den katholischen Polemiker Pater Thomas Maguire [1792–1847] richtete.).
- Lays of the western Gael, and other poems. Bell and Daldy, London 1865 (englisch, archive.org).
- Ogham inscriptions in Ireland, Wales, and Scotland. D. Douglas, Edinburgh 1887 (englisch, archive.org).
- The remains of St. Patrick, apostle of Ireland, the Confessio and Epistle to Coroticus. Sealy, Bryers & Walker; George Bell & Sons, Dublin / London 1888 (englisch, archive.org).
- Lays of the red branch. T. F. Unwin, London 1897 (englisch, archive.org).

Einzelne Gedichte
- The Cromlech on Howth (über Aideen’s Grave)
- The Burial of King Cormac (über Cormac mac Airt)